# Walter Espig
Walter Espig (* 14. August 1921 in Lauter/Sa.; † 19. Januar 1993 ebenda) war Fußballspieler in der DDR-Oberliga. In der höchsten Spielklasse des DDR-Fußballs spielte er in den 1950er Jahren für die Betriebssportgemeinschaften Empor Lauter und Motor Zwickau.

## Sportliche Laufbahn
Die Saison 1949/50 wurde für die Fußballspieler der im westsächsischen Erzgebirge beheimateten SG Lauter zu einem Erfolgserlebnis. Die Spieler aus dem 8000 Einwohner zählenden Ort hatten in der sächsischen Fußballmeisterschaft Mannschaften aus Aue, Plauen, Zwickau und Chemnitz hinter sich gelassen und waren Meister der Weststaffel geworden. Zwar unterlag man in drei Finalspielen dem Ostmeister SG Dresden-Mickten, qualifizierte sich aber als Vizemeister für die neu geschaffene zweitklassige DS-Liga. Zu den erfolgreichen Spielern gehörte auch der 28-jährige Walter Espig. 
Nach zwei Zweitligajahren stieg die Mannschaft, zunächst in BSG Freiheit Wismut und danach in BSG Empor umbenannt, 1952 in die DDR-Oberliga auf. Sowohl die BSG Empor Lauter wie auch Walter Espig fanden sich in der Erstklassigkeit ohne Weiteres zurecht. Die Mannschaft wurde unter 17 Oberligisten am Saisonende 10., Espig bestritt, hauptsächlich als halbrechter Stürmer spielend, 30 von 32 Punktspielen. Er erzielte 15 Meisterschaftstore und war damit nicht nur bester Lauterer Schütze, sondern platzierte sich auch in der Oberliga-Torschützenliste auf dem 5. Rang, noch vor Größen wie Günter Schröter (Dresden), Herbert Heinze (Zwickau) oder Johannes Schöne (Babelsberg). In der Saison 1953/54 wurde Espig in allen 28 Oberliga-Punktspielen eingesetzt, spielte zuerst als Angreifer auf halblinks, zum Saisonende auch als linker Läufer. Im Sommer 1954 begann Espig mit Empor lauter seine dritte Oberligaspielzeit. Bis Ende Oktober absolvierte er alle acht Meisterschaftsspiele, anfangs wieder im Mittelfeld, später als halbrechter Stürmer. Im Laufe des Oktobers wurde die Spieler der BSG Empor Lauter aufgefordert, sich dem neu gegründeten Sportklub Empor Rostock anzuschließen, der den Oberligaplatz der Lauterer übernehmen sollte. Neun Stammspieler folgten der Forderung und spielten ab November für den SC Empor Rostock. Die Spieler Hertzsch, Friedrich und Kapitän Espig, mit insgesamt 19 Meisterschaftstoren Lauterer Rekordschütze, verweigerten sich und schlossen sich dem benachbarten Oberligisten Motor Zwickau an. 
Bei Motor Zwickau wurde Espig von Beginn der Oberliga-Rückrunde im Januar 1955 als Stürmer eingesetzt. Halbrechts oder halblinks spielend bestritt er elf der dreizehn Rückrundenspiele. In der im Herbst 1955 ausgetragenen Übergangsrunde zum künftigen Kalenderspieljahr wurde Espig durchgehend auf der halblinken Angriffsseite aufgeboten und fehlte nur in einem der dreizehn Begegnungen. Auf derselben Position bestritt er 1956 alle 26 Oberligaspiele. Das Gleiche wiederholte sich 1957 bis zum 20. Spieltag, danach fehlte Espig bis zum Saisonende bei vier Punktspielen. In der Saison 1958 wurde er bis zum 8. Spieltag nur noch in sechs Oberligapartien eingesetzt, davon nur eine über die volle Spieldauer. Danach war Espigs Oberligakarriere beendet, in der er zwischen 1952 und 1958 122 Oberligaspiele bestritten und dabei 30 Tore erzielt hatte. Der 37-Jährige kehrte nach Lauter zurück, wo er bei der unterklassigen BSG Motor seine Laufbahn als Fußballspieler abschloss.